# Elsie Albiin
Elsie Albiin (17. december 1921 i Helsingborg – 3. april 2009 i Virum) var en svensk skuespillerinde. Albiin spillede med i 17 svenske film mellem 1940 og 1952.
Hun levede siden 1999 i Lyngby udenfor København nær sine to børn.

## Filmografi
- 1946 - Klockorna i Gamla Sta'n
- 1946 - Harald Handfaste
- 1945 - Fram för lilla Märta
- 1944 - Excellensen
- 1944 - En dag skall gry
- 1943 - Sonja
- 1942 - Lyckan kommer
- 1941 - Lärarinna på vift
- 1940 - Med dej i mina armar